# Vacoas
Vacoas är en ort i Mauritius.   Den ligger i distriktet Plaines Wilhems, i den västra delen av landet, 15 km söder om huvudstaden Port Louis. Vacoas ligger 390 meter över havet och antalet invånare är 110 000. Den ligger på ön Mauritius.
Terrängen runt Vacoas är kuperad västerut, men österut är den platt. Runt Vacoas är det ganska tätbefolkat, med 93 invånare per kvadratkilometer. Närmaste större samhälle är Port Louis, 15,3 km norr om Vacoas. Omgivningarna runt Vacoas är en mosaik av jordbruksmark och naturlig växtlighet.